# Luxembourg au Concours Eurovision de la chanson 1991
Le Luxembourg a participé au Concours Eurovision de la chanson 1991, le 4 mai à Rome, en Italie. C'est la 35e participation luxembourgeoise au Concours Eurovision de la chanson.
Le pays est représenté par la chanteuse Sarah Bray et la chanson Un baiser volé, sélectionnées en interne par RTL Télévision.

## Sélection interne
Le radiodiffuseur luxembourgeois, RTL Télévision, choisit l'artiste et la chanson en interne pour représenter le Luxembourg au Concours Eurovision de la chanson 1991.
| Artiste    | Chanson        | Langue   |
| ---------- | -------------- | -------- |
| Sarah Bray | Un baiser volé | Français |

Lors de cette sélection, c'est la chanson Un baiser volé, interprétée par Sarah Bray, qui fut choisie. 
Le chef d'orchestre sélectionné pour le Luxembourg à l'Eurovision est Francis Goya.

## À l'Eurovision

### Points attribués par le Luxembourg
| 12 points | Suisse      |
| 10 points | Malte       |
| 8 points  | Irlande     |
| 7 points  | Suède       |
| 6 points  | Espagne     |
| 5 points  | Israël      |
| 4 points  | Chypre      |
| 3 points  | Royaume-Uni |
| 2 points  | Portugal    |
| 1 point   | Norvège     |

### Points attribués au Luxembourg
| 12 points  | 10 points            | 8 points                            | 7 points                       | 6 points |
| ---------- | -------------------- | ----------------------------------- | ------------------------------ | -------- |
|            |                      |                                     |                                |          |
| 5 points   | 4 points             | 3 points                            | 2 points                       | 1 point  |
| - Autriche | - Danemark - Islande | - Allemagne - Royaume-Uni - Turquie | - Belgique - Chypre - Portugal | - Suède  |

Sarah Bray interprète Un baiser volé en septième position lors de la soirée du concours, suivant l'Autriche et précédant le pays vainqueur par la suite de 1991, la Suède.
Au terme du vote final, le Luxembourg termine 14e sur 22 pays, ayant reçu 29 points,. Le Luxembourg attribue ses douze points à la Suisse.